# Generation (Teilchenphysik)
|          | elektrische Ladung | Generation 1       | Generation 1                               | Generation 2   | Generation 2                                  | Generation 3    | Generation 3                                   |
| -------- | ------------------ | ------------------ | ------------------------------------------ | -------------- | --------------------------------------------- | --------------- | ---------------------------------------------- |
| Leptonen | −1                 | Elektron           | {\displaystyle {\boldsymbol {e}}\,}        | Myon           | {\displaystyle {\boldsymbol {\mu }}\,}        | Tauon           | {\displaystyle {\boldsymbol {\tau }}\,}        |
| Leptonen | 0                  | Elektron- Neutrino | {\displaystyle {\boldsymbol {\nu }}_{e}\,} | Myon- Neutrino | {\displaystyle {\boldsymbol {\nu }}_{\mu }\,} | Tauon- Neutrino | {\displaystyle {\boldsymbol {\nu }}_{\tau }\,} |
| Quarks   | +2⁄3               | Up                 | {\displaystyle {\boldsymbol {u}}}          | Charm          | {\displaystyle {\boldsymbol {c}}}             | Top             | {\displaystyle {\boldsymbol {t}}}              |
| Quarks   | −1⁄3               | Down               | {\displaystyle {\boldsymbol {d}}}          | Strange        | {\displaystyle {\boldsymbol {s}}}             | Bottom          | {\displaystyle {\boldsymbol {b}}}              |

In der Teilchenphysik werden die zwölf bekannten elementaren Materieteilchen oft in drei Generationen zu je vier Teilchen plus deren Antiteilchen eingeteilt (Die Bezeichnung „Generation“ hat hier nichts zu tun mit beispielsweise „Mutter-“ und „Tochter“-Zuständen bei Zerfallsvorgängen).
Jede Generation besteht aus einem elektrisch geladenen Lepton (Elektron, Myon oder Tauon), einem zugehörigen Neutrino und zwei Quarks. Alle Atome des Periodensystems und die aus ihnen aufgebauten Strukturen (Moleküle, Zellen,…) sind aus den Teilchen der ersten Generation aufgebaut: die den Atomkern bildenden Protonen und Neutronen bestehen aus Up- und Down-Quarks, die Elektronen der Atomhülle sind selbst Elementarteilchen der ersten Generation.

## Verhältnis der Generationen

Zerfall eines freien Myons in sein Neutrino und Teilchen der Generation 1

### Massen
Die zweite und dritte Generation werden oft näherungsweise als Kopien der ersten Generation mit größerer Masse und ansonsten identischen Eigenschaften der Teilchen angesehen. Die Massenverhältnisse der Teilchen aus unterschiedlichen Generationen folgen keinem bekannten Schema.
Die Annahme, Teilchen höherer Generationen seien Kopien der unteren Generationen mit lediglich größeren Massen, ist praktisch, tatsächlich aber nur näherungsweise korrekt. Zum einen sind die Massen der Neutrinos bisher (2018) nicht bekannt. Zum anderen wird die Relation der Generationen untereinander durch die elektroschwache Symmetriebrechung verkompliziert. Durch diese Symmetriebrechung sind die Masseneigenzustände der Quarks nicht mehr identisch zu ihren Wechselwirkungszuständen der schwachen Wechselwirkung, sondern durch die CKM-Matrix miteinander verknüpft. Das heißt, der Masseneigenzustand eines Quarks einer Generation ist eine Mischung aus den Wechselwirkungseigenzuständen der gleichartigen Quarks aller Generationen und umgekehrt.
Für die geladenen Leptonen findet keine solche Mischung statt, stattdessen gilt im Standardmodell das Theorem der Lepton-Universalität. Es besagt, dass die elektrisch geladenen Leptonen (mit Ausnahme der Massen) exakte Kopien voneinander sind und sich somit ein Myon bezüglich seiner Wechselwirkungen mit anderen Teilchen genau so wie ein Elektron verhält. Unterschiede kommen lediglich durch die höhere Masse zustande, können aber drastisch sein – das Myon ist beispielsweise im Gegensatz zum Elektron nicht stabil. Allerdings deutet sich an, dass beim Bottom-Quark (einem Quark der 3. Generation) dieser Grundsatz aufgegeben werden muss. Es wird noch auf weitere Daten gewartet, aber derzeit (2021) liegt die Chance, dass es sich nur um zufällige Messabweichungen handelt, bei einem Tausendstel. Um als gesicherte Erkenntnis zu zählen, wird ein Wert unter einem Millionstel benötigt. Nach bisheriger Messung bilden sich beim Zerfall von 1.000 Bottom-Quarks in 591 Fällen ein Elektronenpaar und in den anderen 409 Fällen ein Myonenpaar – nach der Lepton-Universalität sollten sich gleich viele Elektron- und Myonenpaare bilden.

### Stabilität
Mit Ausnahme der nahezu masselosen Neutrinos können freie Teilchen der zweiten und dritten Generation aufgrund ihrer im Vergleich zur ersten Generation höheren Masse über ein W-Boson unter anderem in Teilchen einer niedrigeren Generation zerfallen. Dabei muss jedoch beachtet werden, dass im Standardmodell die Leptonenfamilienzahl eine Erhaltungsgröße der schwachen Wechselwirkung ist. Das bedeutet, für jedes zerfallende geladene Lepton einer Generation muss ein Neutrino derselben Generation bei diesem Zerfall erzeugt werden. Das Myon hat eine Lebensdauer von 10−5 Sekunden, das Tauon eine von 10−13 Sekunden.

## Anzahl der Generationen
Die Existenz einer vierten, fünften oder höheren Generation mit entsprechenden noch nicht experimentell nachgewiesenen Elementarteilchen kann nicht ausgeschlossen werden, aber es sind keine Hinweise für weitere Generationen bekannt. Ein bekannter experimenteller Test auf das mögliche Vorhandensein weiterer Generationen ist eine Untersuchung der Lebensdauer des Z-Bosons am LEP. Da die Neutrinomassen der ersten drei Generationen sehr gering sind, könnte man annehmen, die Masse eines Neutrinos der vierten Generation sei kleiner als die halbe Masse des Z-Bosons. In diesem Fall könnte das Z-Boson in ein Neutrino und ein Antineutrino der vierten Generation zerfallen, was die Lebensdauer des Z-Bosons reduzieren würde. Durch Vergleich der gemessenen Lebensdauer mit Berechnungen konnte die Existenz einer vierten Generation mit einer Neutrinomasse kleiner als 40 GeV/c² mit 98 Prozent Wahrscheinlichkeit ausgeschlossen werden.